# 神代直人
神代 直人（こうじろ なおと、弘化4年（1847年） - 明治2年（1869年））は、江戸時代末期（幕末）の長州藩士。萩藩無給通中船頭三十二石六斗神代一平の嫡男。大村益次郎を暗殺した。

## 生涯
周防国吉敷郡大道で生まれた。
剣の流派は不詳である。大楽源太郎の西山塾で学び、狂信的な攘夷論者となる。初めは高杉晋作の暗殺を計画したが、高杉が彼を避けたこともあり、果たせなかった。慶応元年（1865年）1月の御楯隊名簿に相図方として名が見えるが、その後脱走している。
その後、明治政府が洋式軍政改革を行うとこれに反発し、明治2年（1869年）9月4日に改革を指導していた大村益次郎を暗殺。その後はしばらく豊後姫島に潜伏していたが、師である大楽源太郎が政府から嫌疑をかけられている事を知ると周防へ戻り、同年10月上旬に捕縛され、10月12日に揚屋入りしている。8日後の10月20日に斬首刑が決定され、斬首される。また、他の暗殺犯と同様に京都府に送らずに山口県で斬首したため、明治新政府の太政官弁官に対して、捕縛前に割腹自殺をし失敗したが、死亡する恐れがあることを理由に斬首刑により執行したことにしている。このような報告を行った背景には、京都府に送った場合、当時京都府内に攘夷派を標榜する者が多数集まっていたこと及び攘夷派に対して同情的な立場をとる弾正台（京都支台）により、寛大な処置を取られ、山口藩内の攘夷派を勢いづかせる恐れがあることを藩上層部が危惧したためである。実際、京都府に送られた神代直人以外の暗殺実行犯6人は、同年12月20日に死刑執行直前に弾正台により差し止めとなる事件が起こっている（粟田口止刑事件。その後、12月27日朝に執行される。）。
海江田信義と親しくしていたという。

## 登場する作品
小説
- 『花神』（司馬遼太郎）
- 『世に棲む日日』（司馬遼太郎）

ドラマ
- 『花神』（NHK大河ドラマ、1977年放送、演：石橋蓮司）